# Palos Hills
Palos Hills é uma cidade localizada no estado americano de Illinois, no Condado de Cook.

## Demografia
Segundo o censo americano de 2000, a sua população era de 17.665 habitantes.
Em 2006, foi estimada uma população de 17.146, um decréscimo de 519 (-2.9%).

## Geografia
De acordo com o United States Census Bureau tem uma área de 11,0 km², dos quais 10,8 km² cobertos por terra e 0,2 km² cobertos por água.

## Localidades na vizinhança
O diagrama seguinte representa as localidades num raio de 4 km ao redor de Palos Hills.